# Confort (Ain)
Confort es una comuna francesa situada en el departamento de Ain, de la región de Auvernia-Ródano-Alpes.

## Historia
Fue creada en 1858 por segregación de terrenos pertenecientes a la comuna de Lancrans.

## Demografía
| Gráfica de evolución demográfica de Confort entre 1861 y 2022 |
|                                                               |

Los datos demográficos contemplados en este gráfico se han cogido de la página francesa EHESS/Cassini.